# Doug Barkley
Pour les articles homonymes, voir Barkley.
Norman Douglas Barkley, dit Doug Barkley, (né le 6 janvier 1937 à Lethbridge au Canada) est un défenseur de hockey sur glace devenu entraîneur. Il a notamment évolué dans la Ligue nationale de hockey avec les Black Hawks de Chicago et les Red Wings de Détroit.

## Biographie
Il est devenu entraîneur chef des Red Wings en 1971 et en 1976. Sa fiche statistique est de 20 victoires, 46 défaites et 11 matchs nuls.